# Not Gottes (Zeltingen)

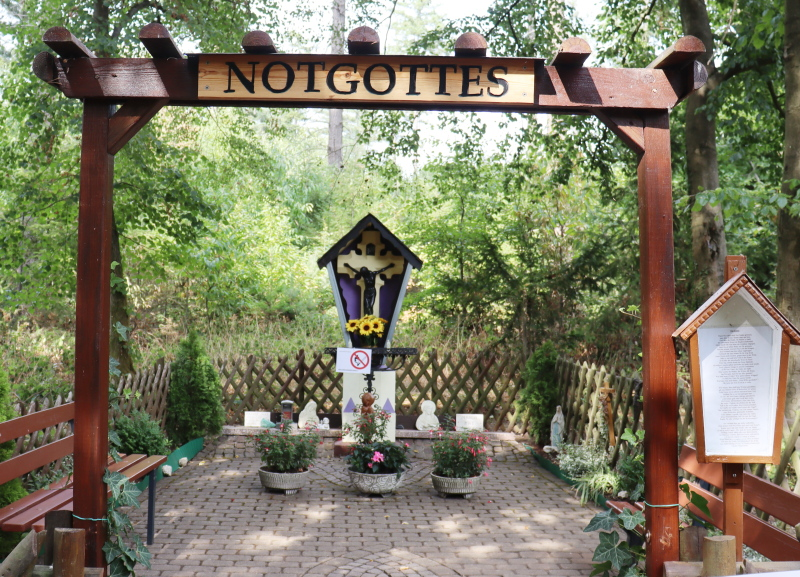
Andachtsort Not Gottes auf der Zeltinger Höhe

Not Gottes ist der Name eines Kruzifixes auf einem Steinsockel in einem kleinen umhegten Bezirk in Zeltingen-Rachtig an der Mosel auf der Zeltinger Höhe südwestlich der B50 an einem Waldweg nahe den Gemarkungsgrenzen zu Wehlen und Wolf.

## Geschichte

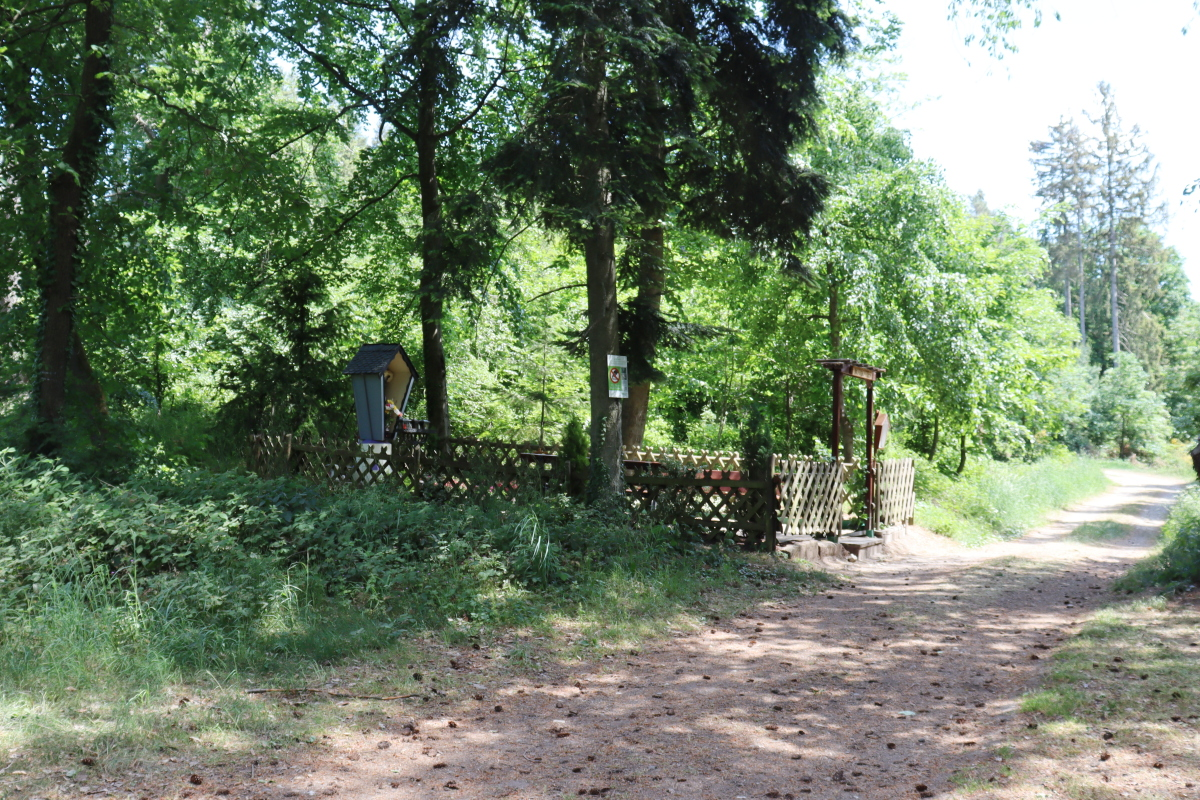
Blick auf den Andachtsort

Einst soll es ein besonderer Bestandteil der „Klausener Wallfahrt“ der Zeltinger gewesen sein, zu dem die „älteren Leute“ gepilgert sein sollen, die den weiten Weg nach Klausen nicht mehr gehen konnten.
Neben dieser Wallfahrt, die bereits 1627 ins Leben gerufen worden war, nachdem der Nachbarort Inkart bei Zeltingen durch die dort wütende Pest ausstarb, wird auch berichtet, dass seit Jahrhunderten Einwohner von Zeltingen in äußeren oder inneren Bedrängnissen in der Andachtsstätte Not Gottes in der Nähe des „Römerweges“ Hilfe suchten. Der Weg dorthin wird wegen des Aufstiegs dorthin als beschwerlich beschreiben. In der Nationalsozialistischen Zeit veranlasste der Zeltinger Kaplan mit der „Marianischen Jünglingssodalität“ 1934 neben der Wallfahrt nach Klausen ebenfalls eine Wallfahrt nach Not Gottes auf dem Zeltinger Berg, ein Gegenpol zu den bereits stärker werdenden Aktivitäten der HJ und des Jungvolks.
Über Ursprung und Entstehung der „Andachtsstätte“ ist wenig bekannt. Bis heute pilgern Menschen der Umgebung dorthin zum Gebet. 2008 wird von der Wallfahrt der Großpfarrei nach Not Gottes berichtet, zum Tag der Pfarreiengemeinschaft Zeltingen, Rachtig, Erden, Lösnich, Kues und Lieser. Die Teilnehmer dieser traditionellen Wallfahrt waren bis dahin die Pfarrangehörigen der Seelsorgeeinheit Zeltingen, Rachtig, Erden und Lösnich. Der ehemalige Pastor Wolfgang Jacobs hatte sie während seiner Wirkungszeit 1982 bis 1993 wieder neu aufleben lassen, was von seinem Nachfolger Stephan Feldhausen 1995 weitergeführt wurde. 2003 wird erwähnt, dass die Wallfahrt jeweils am 2. Fastensonntag für die gesamtem Seelsorgeeinheit stattfindet.
Früher sollen sich hier Menschen getroffen haben, um gemeinsam zur Wallfahrtskirche Not Gottes bei Bingen zu pilgern. Hier könnte es sich um den Wallfahrtsort Nothgottes in Eibingen einem Ortsteil von Rüdesheim gehandelt haben. Hier entstand im 17. Jahrhundert ein Zisterzienser-Kloster auf Grundlage einer um 1390 errichteten Kapelle. Diese Kapelle war angeblich angelegt worden, weil ein Bauer beim Pflügen ein Gnadenbild des blutschwitzenden Heilands gefunden und gleichzeitig den Ruf „Noth Gottes“ vernommen haben soll. Im 15. Jahrhundert wurde die Kapelle zu einer Wallfahrtskirche erweitert. Noch heute pilgert im September eine Nothgottes-Bruderschaft aus Kruft in der Eifel in die Nothgottes Wallfahrtskirche an den Rhein. Die älteste Wallfahrt aus Kruft soll 1674 aufgrund einer Pestepidemie erfolgt sein.
„Noth Gottes“ bezeichnet allgemein die biblische Darstellung der Ölberggruppe. Sie zeigt den betenden Jesus mit schlafenden Jüngern im Garten Gethsemane in der Nacht vor seiner Kreuzigung. Um 1500 soll sich in fast jeder mitteleuropäischen katholischen Kirche eine plastische Darstellung oder ein Relief dieser Ölbergszene befunden haben. Die Gruppe befand sich in der Regel auf der Süd- oder Friedhofseite und stand für „Mahnung und Trost“. Nach 1750 sollen Kreuzwegdarstellungen zunehmend die Ölberggruppe abgelöst haben, von denen in den 1950ern noch viele bestehende Darstellungen nach und nach entfernt wurden.

### Entstehungsszenarien
Einem weiteren Entstehungsszenario zufolge habe am Zeltinger Not-Gottes-Andachtsort einst ein heidnisches Heiligtum gestanden, über dem christliche Missionare ein Kreuz errichtet hätten, um den gewohnten Bittgängen einen christlichen Sinn zu geben. Die These liegt nahe, da im Umfeld des Andachsortes zwei keltisch-römische Tempelanlagen nachgewiesen sind. So in Graach im Flurteil Staudt in der nordwestlichen Ecke der Gemarkung Graach an der vermuteten Römerstraße, die von Belginum (Wederath) kommend über Longkamp und die Graacher und Zeltinger Höhe zwischen Rachtig und Erden die Mosel erreichte. Das Heiligtum war vermutlich Minerva, der Göttin des Handwerks und der gewerblichen Kunstfertigkeit gewidmet. Eine zweite Tempelanlage wurde im Römischen Gutshof im Lösnicher Hinterwald bei den Grabungskampagnen zwischen 1973 und 1975 entdeckt.
Damit im Zusammenhang stehen könnte, dass auf der alten in der Franzosenzeit erstellten Tranchot/Müffling Karte von 1803–1810 Flurbereiche im Umfeld von „Not Gottes“ die Namen Auf der Abtey und Kirchholtz trugen. In einem Zeltinger Weistum aus 1536 wird die Flurbezeichnung „Ebtey“ zu Wehlen hinaus und an der Gemarkungsgrenze zu Lösnich ein „Klostersborn“ genannt. Hier befindet sich heute die Quelle des Bungertsbachs, der von hier in Richtung Lösnich und Kindel talwärts fließt. Die Quelle ist heute als „Hubertusquelle“ bekannt.

## Verbreitung
Weitere Not Gottes Andachtsstätten und ihre Entstehung.

### Erbach
Die Erbacher Anlage zur Not Gottes oder St. Jakob zur Not Gottes mit einem kleinen Friedhof war vom 13. Bis 16. Jahrhundert ein Wallfahrtsziel. Noch heute wird sie für religiöse Zwecke genutzt.

### Auerbach
Vermutlich auch an der Stelle einer ehemaligen Einsiedelei entstand im 13. Jahrhundert eine Wallfahrtskirche „Zur Not Gottes“ mit einem Gnadenbild des betenden Heilands am Ölberg in Auerbach, einem Stadtteil von Bensheim im Süden von Hessen. 1427 noch „Zu den Einsiedeln“ genannt, erhielt sie wohl erst Mitte des 15. Jahrhunderts diesen Namen vermutlich wegen des Gnadenbildes der Ölberggruppe, mit welcher die Todesangst Christ sichtbar gemacht wurde. 1958 bis neu 1960 wurde die heutige Kapelle auf den Grundmauern der alten Wallfahrtskirche neu errichtet. Noch heute werden hier an bestimmten Festtagen Gottesdienste abgehalten.

### Rodder
In der Gemarkung des Eifelorts Rodder in der Verbandsgemeinde Adenau entstand im 16. Jahrhundert die Wallfahrtskapelle Müllenwirft, die auch Wallfahrtskapelle „Zur Noth Gottes“ genannt wurde. Sie soll über Jahrhunderte eine der bekanntesten Wallfahrtsstätten der Hocheifel gewesen sein. Um 1800 wurde sie von den Franzosen im Rahmen der Säkularisation geschlossen. Heute erinnert noch eine kleine Kapelle „Noth Gottes“ an die ehemalige Wallfahrtsstelle. Noch heute finden sich dort Pilgergruppen zur Andacht ein. Bereits Anfang des 16. Jahrhunderts wird der Betreuer der Kapelle Bruder oder Klausner genannt. Bis 1500 soll hier ein unabhängiger Einsiedler in Müllenwirft gehaust haben.